# 图勒雷洛·索阿机场
图勒雷洛·索阿机场（印尼语：Bandar Udara Turalelo Soa）也称巴贾瓦·索阿机场（印尼语：Bandar Udara Bajawa Soa）是印度尼西亚东努沙登加拉省恩加达县巴贾瓦的一座机场。

## 航空公司和目的地
| 航空公司 | 目的地     |
| -------- | ---------- |
| 楠航空   | 古邦       |
| 翎亞航空 | 古邦       |
| 飞翼航空 | 拉布汉巴焦 |
| 苏西航空 | 瓦英阿普   |

## 事件
- 2013年12月21日，恩加达县摄政决定禁止鸽记航空（英语：Merpati Nusantara Airlines）的航班在索阿机场降落，因为鸽记航空拒绝了他的机票请求[4]，导致两班航班返航古邦[5]。